# フォトバクテリウム属
フォトバクテリウム属はグラム陰性の非芽胞形成嫌気性桿菌。ビブリオ科に属し、基準種はフォトバクテリウム・フォスフォリウム。極鞭毛を持って運動する。名称は光の微生物を意味する。GC含量は40から44。
ルシフェラーゼを持って発光する特徴があり、いくつかの種は海中生物と共生し特定の器官に集まって一定の密度以上になると光る。海中に生息し、増殖にはナトリウムイオンを必要とする。